# Jérôme Soubeyrand
 (mai 2016).
Si vous disposez d'ouvrages ou d'articles de référence ou si vous connaissez des sites web de qualité traitant du thème abordé ici, merci de compléter l'article en donnant les références utiles à sa vérifiabilité et en les liant à la section « Notes et références ».
Jérôme Soubeyrand, né le 12 mai 1961 à Valence dans la Drôme est un comédien, scénariste et réalisateur français.

## Biographie
Jérôme Soubeyrand a passé toute son enfance et son adolescence en Ardèche. Après le conservatoire, il devient professeur de guitare classique tout en commençant sa carrière d'acteur et de metteur en scène de théâtre. À Paris, il accepte plusieurs rôles d'acteur, avant de se mettre à la réalisation avec une série de programmes courts pour Canal + en 1988. Il enchaîne avec la réalisation de films institutionnels, notamment pour Laurent Broomhead, tout en réalisant pour la télévision.
En 1996, il intègre l'atelier scénario de la Fémis sous la direction d'Yves Lavandier. Il enchaîne avec les work shops de Syd Field, Donna Cooper, Eric Vogler, Robert McKee ou John Truby.
Après quelques scénarios pour la télévision (épisodes de Les Monos, premier épisode de Père et Maire...), il écrit avec Alain Robak un scénario produit par Mathieu Kassowitz.
Il enchaîne par la coécriture de Tout pour plaire, le film de Cécile Telerman avec Mathilde Seigner, Anne Parillaud et Judith Godrèche. C'est le premier  film girly français, qui sera la surprise du box office au printemps 2005 (près de 1,5 million de spectateurs).
En 2009, Quelque chose à te dire, le second film de Cécile Télerman et Pièce Montée réalisé par Denys Granier-Defferre en 2010.
En 2012, Jérôme Soubeyrand crée la société Pète le feu productions avec laquelle il coproduit Ceci est mon corps, qu'il écrit, réalise et dont il interprète le rôle principal avec Marina Tomé et Christophe Alévêque ainsi que les philosophes Michel Serres et Michel Onfray et le psychanalyste transgénérationnel Bruno Clavier dans leurs propres rôles. Le film sort le 10 décembre 2014, et entrera dans l'histoire du cinéma pour être resté plus de cinq ans à l'affiche un peu partout en France (en films français de fiction seul Emmanuellle de Just Jaeckin sorti en 1974 avait fait mieux - 12 ans). Danièle Heymann et Alain Riou, à deux ans d'intervalle, ont fait de Ceci est mon corps leur coup de cœur dans de l'émission Le Masque et la Plume. Le film a obtenu l'amphore du public  (prix du public) Fifigrot 2013 (festival du film Grolandais de Toulouse), le prix du public au festival Henri Langlois de Vincennes 2014. Il a été bien accueilli aux Œillades d'Albi 2014 et été présenté comme le coup de cœur de Dominique Besnehard au festival d'Angoulême 2016. Ceci est mon corps est resté presque quatre ans à l'affiche du cinéma La Clef  et serait resté plus longtemps si cette salle n'avait fermé. Le film a fait la dernière séance du cinéma, devant une salle comble,.
En 2021, Jérôme Soubeyrand joue Mimosa, le gai patron gay d'un cabaret transformiste dont il mène la revue, dans le film Pas... de quartier de Paul Vecchiali. À cette occasion, il montre combien il sait chanter et danser, avec une grâce et une délicatesse peu commune. En 2022 il enchaine avec une apparition remarquée dans En même temps, le dernier opus cinématographique de Gustave Kerven et Benoît Delépine
En 2022/2023, il fait une année de césure pour se consacrer à l'une de ses passion anciennes, à savoir la danse contemporaine, puisqu'il est reçu à la formation du Corps Sismographe dirigée par Nadia Vadori-Gauthier, dont il sortira diplômé le 15/09/23.
Au printemps 2023, il sort le livre Comment faire du cinéma ? Paul Vecchiali irréaliste à tous prix ! Ce livre, fruit de l'amitié et du compagnonnage de ces dernières années avec le cinéaste indépendant Paul Vecchiali disparu début 2023, est une longue lettre d'amour au cinéma, à l'écriture cinématographique, à l'indépendance et au génie du grand cinéaste à l'œuvre protéiforme,.
Depuis la rentrée 2022, il est enseignant vacataire à Paris 1, donnant des cours de scénarios pour les premières années de master de réalisation production et des cours de direction d'acteur pour les master 2.
Jérôme Soubeyrand est actuellement membre du comité d'expert du fonds de soutien de la commission du film de la région Occitanie.
À la fin des années 2000, Jérôme Soubeyrand a été président du syndicat des scénaristes français (à l'époque Union Guilde des Scénaristes - UGS), mandats pendant lesquels il a entre autres installé la présence des scénaristes au festival de Cannes, créé le premier marché du scénario et le prix Jacques-Prévert du scénario.[source insuffisante]

## Filmographie

### Acteur

#### Cinéma
- 1999 : Le Voyage à Paris
- 1999 : Trafic d'influence : Le gendarme #1
- 2000 : La Parenthèse enchantée : Richard
- 2000 : La Taule : Le détenu inconnu
- 2009 : Quelque chose à te dire : Nicolas Duval
- 2014 : Ceci est mon corps : Gabin
- 2018 : Mémoire du 304 : un résistant
- 2018 : Moscou-Royan : Bernard
- 2022 : En même temps : Policier municipal
- 2022 : Pas... de quartier de Paul Vecchiali : Mimosa

#### Courts métrages
- 2001 : Qui cherche trouve
- 2003 : Mauvais rêve
- 2008 : Les Couillus
- 2016 : Passion

#### Télévision

##### Séries télévisées
- 2000 : Un et un font six : Le gardien prison couloir
- 2000 : Un homme en colère : Le voisin #1
- 2001 : Docteur Claire Bellac : Le patron de l'inattendu
- 2001 : Les Cordier, juge et flic : Père d'Adrien

##### Téléfilms
- 2001 : L'Oiseau rare : Rémi
- 2001 : Les Inséparables : Gendarme 3

### Réalisateur

#### Cinéma
- 2014 : Ceci est mon corps

#### Courts métrages
- 1991 : Lapsus
- 2001 : Qui cherche trouve

#### Télévision

##### Séries télévisées
- 1995 : Secrets de femmes

### Scénariste

#### Cinéma
- 2005 : Tout pour plaire
- 2009 : Quelque chose à te dire
- 2010 : Pièce montée
- 2014 : Ceci est mon corps

#### Courts métrages
- 2001 : Qui cherche trouve
- 2003 : Mauvais rêve

#### Télévision

##### Séries télévisées
- 2001 : Les Monos
- 2002 : Père et Maire

##### Téléfilms
- 2014 : Piège blanc

## Publications
1996. Article : Le véritarisme, in Cinéma européen et identités culturelles. Revue de l'université de Bruxelles.
2023 . Essai : Comment faire du cinéma ? Paul Vecchiali irréaliste à tous prix. Éditions Hémisphères.